# Ljudmila Narusovová
Ljudmila Borisovna Narusovová (* 2. května 1951, Brjansk, Sovětský svaz) je ruská politička.

## Život
V roce 1980 se provdala za Anatolije Sobčaka (1937–2000). Po změně režimu v Rusku se Sobčak stal starostou Petrohradu (v letech 1991–1996) a spoluautorem ruské ústavy. Byl také mentorem politiků Vladimira Putina i Dmitrije Medveděva, kteří později oba zastávali funkce ruského prezidenta i premiéra.
V roce 1981 se páru narodila dcera Xenija Sobčaková, moderátorka a novinářka. V roce 2018 kandidovala proti Putinovi v ruských prezidentských volbách; skončila na 4. místě se ziskem 1,6 % hlasů.
Narusovová byla poprvé zvolena do Státní dumy v roce 1995, ve funkci zůstala do ledna 2000. Od roku 2002 do roku 2012 a znovu od září 2016 je členkou horní komory ruského parlamentu, Rady federace.

### Ruská invaze na Ukrajinu
Brzy po zahájení ruské invaze na Ukrajinu v únoru 2022 uvedla, že s ní nesouhlasí. Negativně se vyjádřila i k cenzuře v ruských médiích. Při parlamentní diskusi uvedla, že podle jejích informací z jedné stočlenné roty ruské armády přežili boje na Ukrajině jen čtyři branci. Dodala, že armáda jí tyto informace odmítla potvrdit. V jiném rozhovoru řekla, že mrtví ruští vojáci na Ukrajině leží „nepohřbení; jejich těla, která v některých případech nemohou být identifikována, protože jsou ohořelá, ohlodávají divocí toulaví psi“.
Narusovová také uvedla, že branci byli donuceni podepsat smlouvu s armádou, anebo ji někdo podepsal za ně. V reakci na její tvrzení vznikla v jihosibiřské autonomní Tuvinské republice, kterou Narusovová v parlamentu zastupuje, iniciativní skupina. Senátorku vyzvala, aby „přestala s provokacemi, nebo se vzdala mandátu“.